# Chançay
Chançay település Franciaországban, Indre-et-Loire megyében. Lakosainak száma 1123 fő (2022. január 1.). Chançay Nazelles-Négron, Noizay, Reugny és Vernou-sur-Brenne községekkel határos.

## Népesség
A település népességének változása:
| Lakosok száma | 579  | 814  | 894  | 1000 | 1134 | 1135 | 1137 | 1135 | 1131 | 1123 |
|               | 1968 | 1982 | 1990 | 2006 | 2013 | 2015 | 2017 | 2019 | 2020 | 2022 |